# Ruși, Hunedoara
Ruși este un sat în comuna Bretea Română din județul Hunedoara, Transilvania, România.

## Galerie de imagini

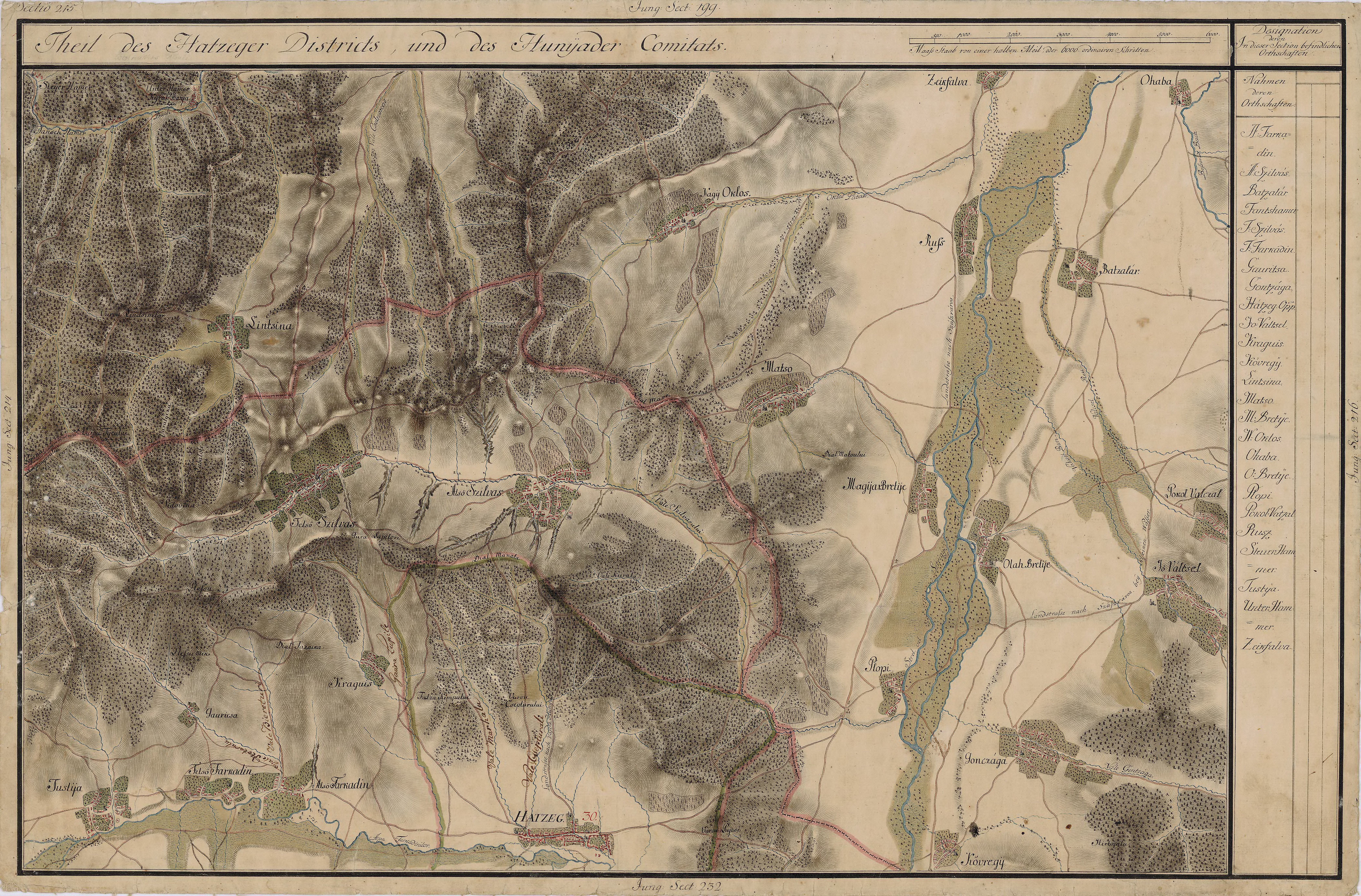
Ruși pe Harta Iosefină a Transilvaniei, 1769-1773

## Personalități locale
- Mircea Păcurariu (n. 1932) profesor de teologie, istoric, preot român, membru al Academiei Române.